# Helmut Oeschler
Helmut Oeschler (* 3. März 1945 in Bad Wörishofen; † 3. Januar 2017) war ein deutscher Physiker und Privatdozent an der Technischen Universität Darmstadt, der vor allem für seine Forschungen zu Kernreaktionen am GSI Helmholtzzentrum für Schwerionenforschung und am Large Hadron Collider (LHC) in der Großforschungseinrichtung CERN bekannt wurde.

## Leben
Oeschler studierte Physik an der Universität Heidelberg. 1972 promovierte er dort zum Thema Kernstruktur und Kernreaktionsdynamik. Es folgten verschiedene Auslandsaufenthalte als Postdoc an Forschungsinstituten in Kopenhagen, Straßburg, Saclay und Orsay. 1981 nahm er eine Stelle an der TU Darmstadt an, wo er 1989 habilitierte. Dort wurde ihm der Titel eines Privatdozenten verliehen und er wurde zum akademischen Oberrat ernannt. Auch nach seiner Pensionierung im Jahr 2010 war er weiterhin wissenschaftlich aktiv, z. B. arbeitete er maßgeblich am ALICE-Experiment am LHC mit.
Oeschler war Ehrendoktor der Staatlichen Universität Dubna. 2006 erhielt er den Gay-Lussac-Humboldt-Preis für seine Forschungen auf dem Gebiet der Kernphysik und für seine Beiträge zur deutsch-französischen wissenschaftlichen Zusammenarbeit.
Oeschler starb am 3. Januar 2017 an Herzversagen.

## Forschung
Die Forschungstätigkeit Oeschlers umfasste unter anderem die Dynamik von Kernreaktionen und von Schwerionenstößen, wie sie am GSI Helmholtzzentrum für Schwerionenforschung in Darmstadt untersucht werden. Dort war er treibende Kraft beim Aufbau eines Kaonen-Spektrometers am SIS18, einer Synchrotronanlage für Ionen, was die Messung sogenannter seltsamer Teilchen bei Stößen schwerer Atomkerne ermöglichte. Ab Ende der 1990er beschäftigte sich Oeschler mit der Erforschung neuer Aspekte zur Äquilibrierung in relativistischen Kernreaktionen. Im Jahr 2000 wurde er Mitglied der ALICE Kooperation am CERN, wo er wichtige Beiträge zum Aufbau des Experiments und der Softwareentwicklung leistete. Nach dem Beginn der Experimente mit dem ALICE Detektor war er Leiter des ALICE Editorial Boards, das die wissenschaftlichen Publikationen dieses Projektes beaufsichtigt und koordiniert. Bis zu seinem Tode trug Oeschler aktiv zur Analyse und Interpretation der Messergebnisse des ALICE Experiments bei.

## Veröffentlichungen
Oeschler ist Co-Autor bei einer Vielzahl hochziterter Artikel in verschiedenen referierten wissenschaftlichen Fachzeitschriften, wovon allein 58 Arbeiten in dem renommierten Journal Physical Review Letters erschienen sind. Verschiedene wichtige Schlüsselpublikationen des ALICE Experiments aus der ersten Messkampagne des LHC entstanden unter seiner Regie.